# معيار فيينا لمياه المحيط

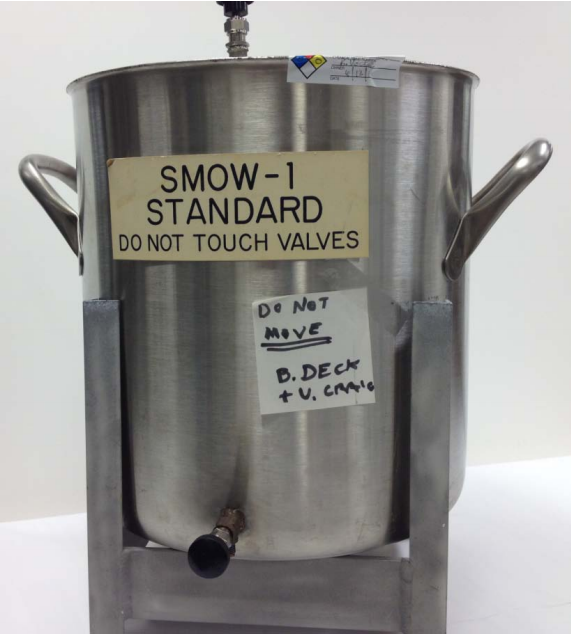

معيار فيينا الوسطي القياسي لمياه المحيط (يرمز له اختصاراً VSMOW من Vienna Standard Mean Ocean Water) هو معيار تعريفي للتركيب النظيري لماء المحيطات.
يشير تعبير مياه المحيط إلى المياه الموجودة بالنسبة العظمى على سطح الأرض (أكثر من 97%) والتي تدخل في دورة الماء، بالتالي يمكن اعتبار قيم المعيار ممثلة للقسم الأعظم من الماء على الأرض.

## التاريخ
بدأت الوكالة الدولية للطاقة الذرية التي مقرها في فيينا بالعمل وفقه وتعميمه سنة 1968، ومنذ سنة 1993 تقوم هيئات رقابة أمريكية وأوروبية بمتابعته بشكل دوري.
قبل هذا المعيار كان هناك معيار مياه المحيط الوسطية القياسية (Standard Mean Ocean Water (SMOW والذي أطلق من قبل المعهد الوطني للمعايير والتقنية في الولايات المنحدة الأمريكية منذ ستينات القرن العشرين، ولكن تم التوقف عن استخدامه. قام العالم هارمون كريغ Harmon Craig بدور كبير في اعتماد معيار فيينا لمياه المحيط القياسي.

## التركيب
يحدد التركيب النظيري لمياه VSMOW على أنه نسب الوفرة المولية للنظائر النزرة النادرة بالمقارنة مع النظائر الأكثر وفرة طبيعية، ويعبر عن ذلك بوحدة جزء في المليون ppm.
| النظائر المعنية                                                          | نسبة المكونات                                                          | النسبة المولية                                                         | توضيح             |
| ------------------------------------------------------------------------ | ---------------------------------------------------------------------- | ---------------------------------------------------------------------- | ----------------- |
| {\displaystyle {\frac {n({}^{2}\mathrm {H} )}{n({}^{1}\mathrm {H} )}}}   | = 155.76 ±0.1 ppm = {\displaystyle {\frac {155,76\pm 0,1}{1.000.000}}} | {\displaystyle \approx {\frac {1}{6420}}}                              | 2H هو ديوتيريوم   |
| {\displaystyle {\frac {n({}^{3}\mathrm {H} )}{n({}^{1}\mathrm {H} )}}}   | = (1.85 ±0.36) × 10−11 ppm                                             | {\displaystyle \approx {\frac {1}{5,41\cdot 10^{16}}},} يهمل في الغالب | 3H هو تريتيوم     |
| {\displaystyle {\frac {n({}^{17}\mathrm {O} )}{n({}^{16}\mathrm {O} )}}} | = 379.9 ±1.6 ppm                                                       | {\displaystyle \approx {\frac {1}{2632}}}                              |                   |
| {\displaystyle {\frac {n({}^{18}\mathrm {O} )}{n({}^{16}\mathrm {O} )}}} | = 2005.20 ±0.43 ppm                                                    | {\displaystyle \approx {\frac {1}{498,7}}}                             | 18O / 16O هو Δ18O |

## اقرأ أيضاً
- خصائص الماء